# 볼보 FE
볼보 FE(영어: Volvo FE)는 스웨덴 볼보 트럭사가 생산하는 중형 트럭으로 2006년부터 생산되었다.

## 사진

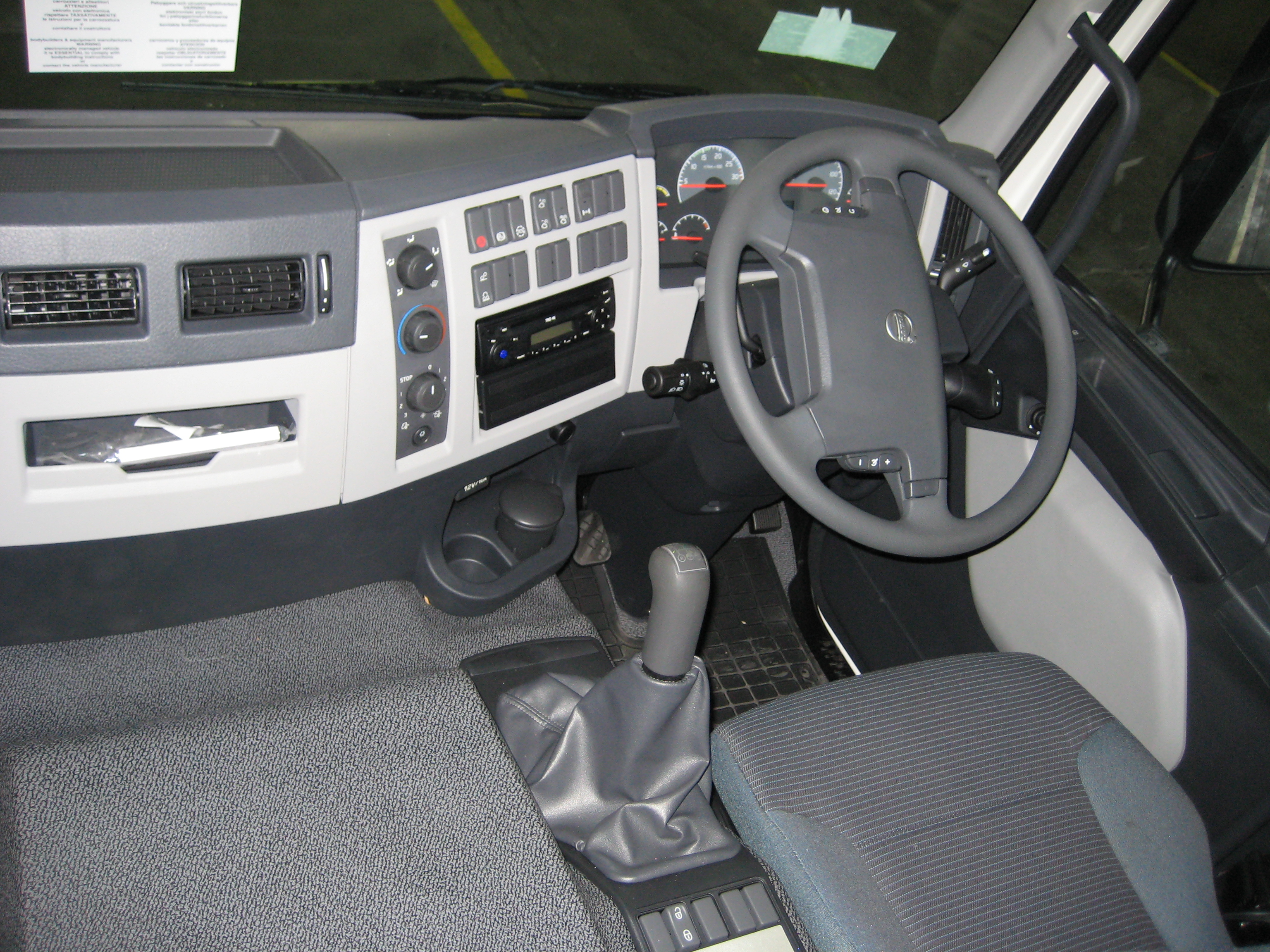
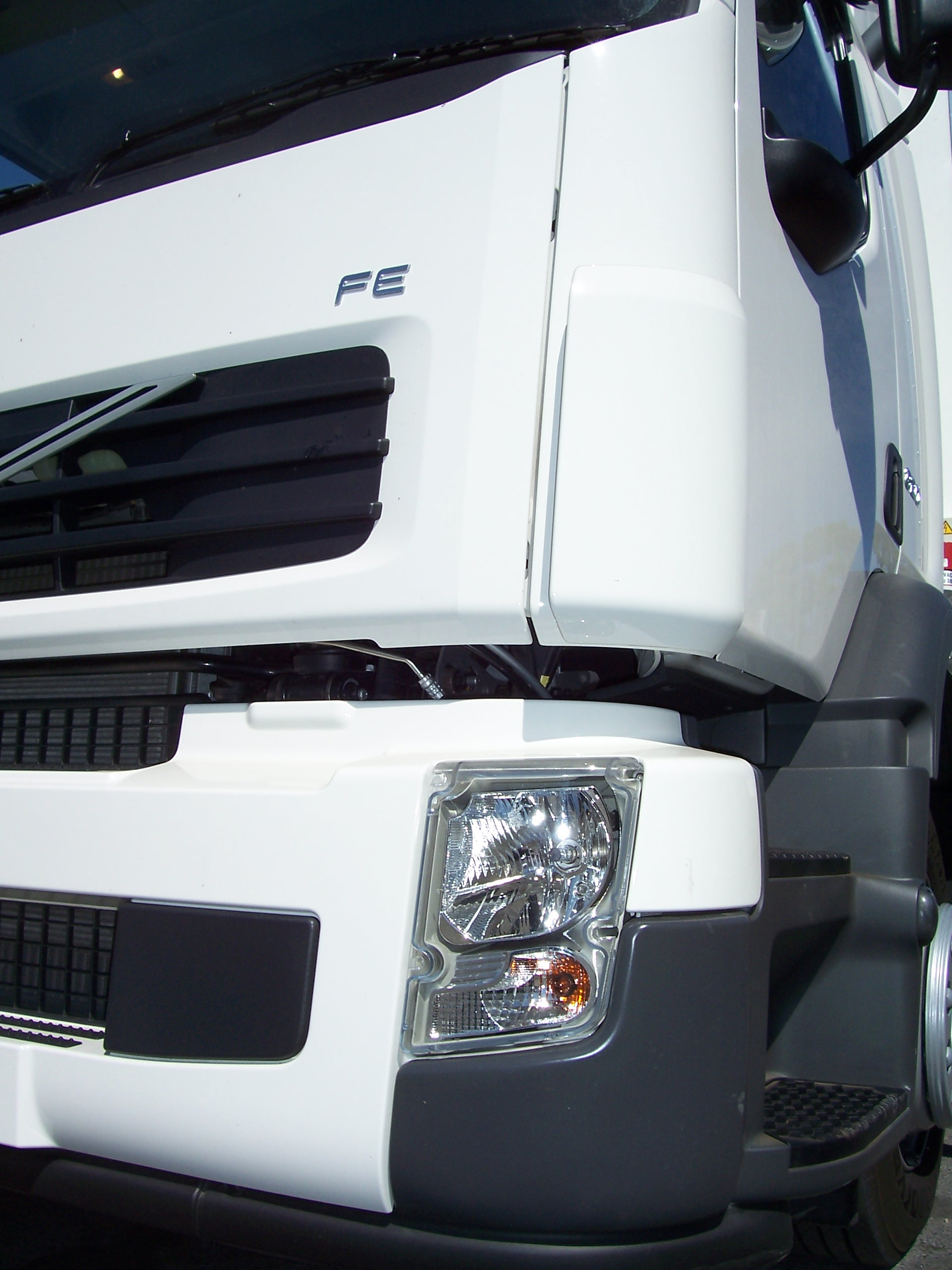
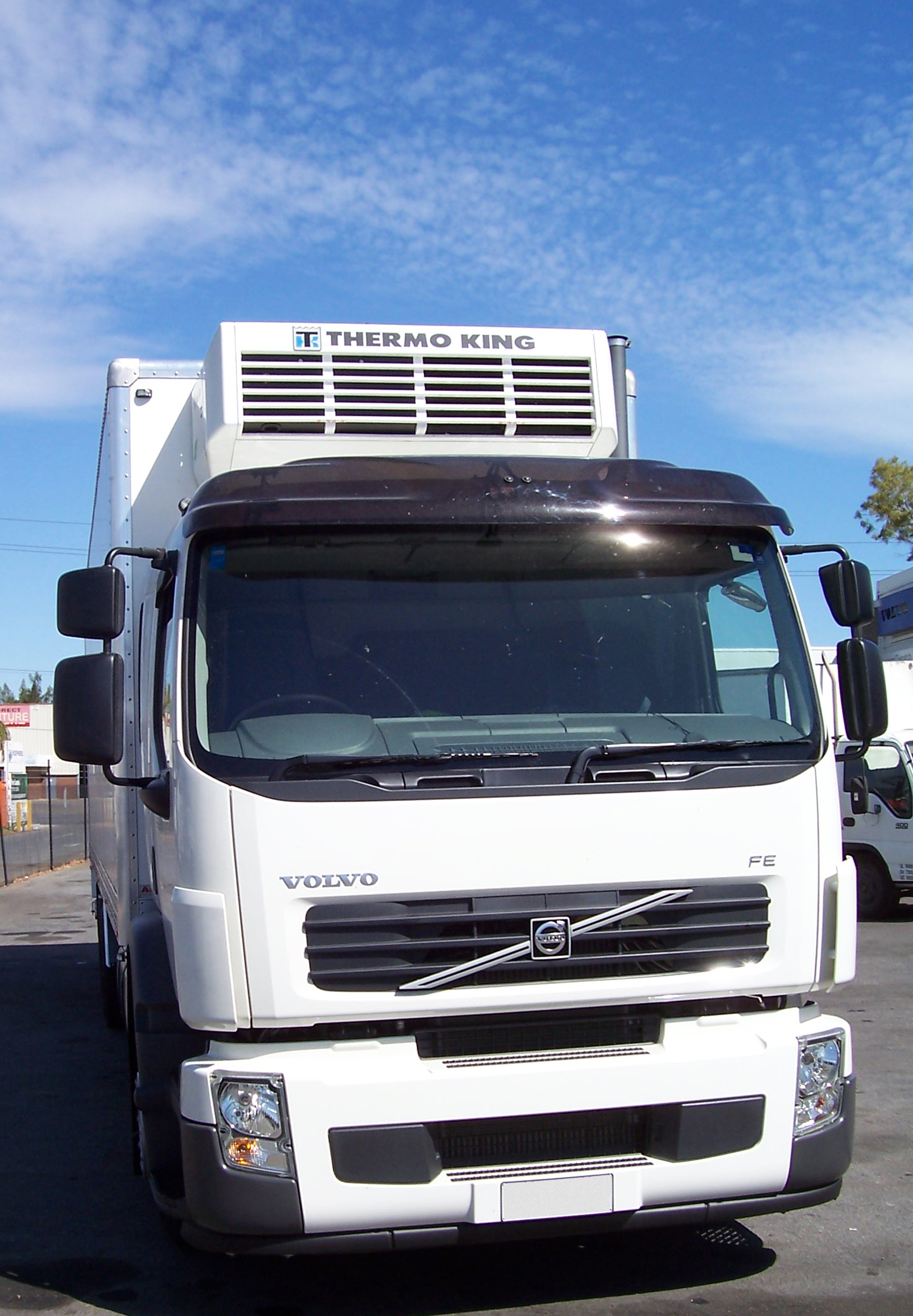
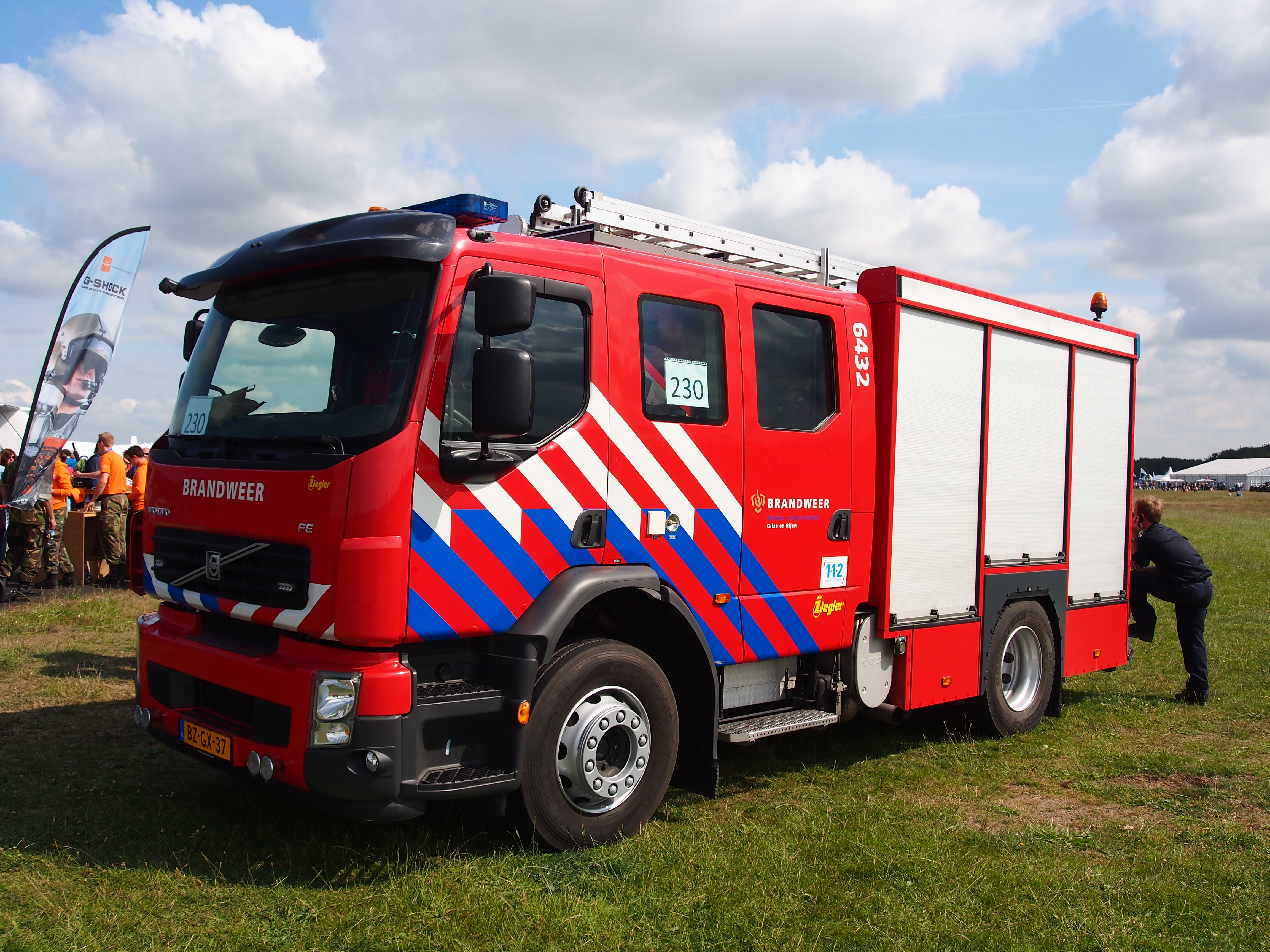
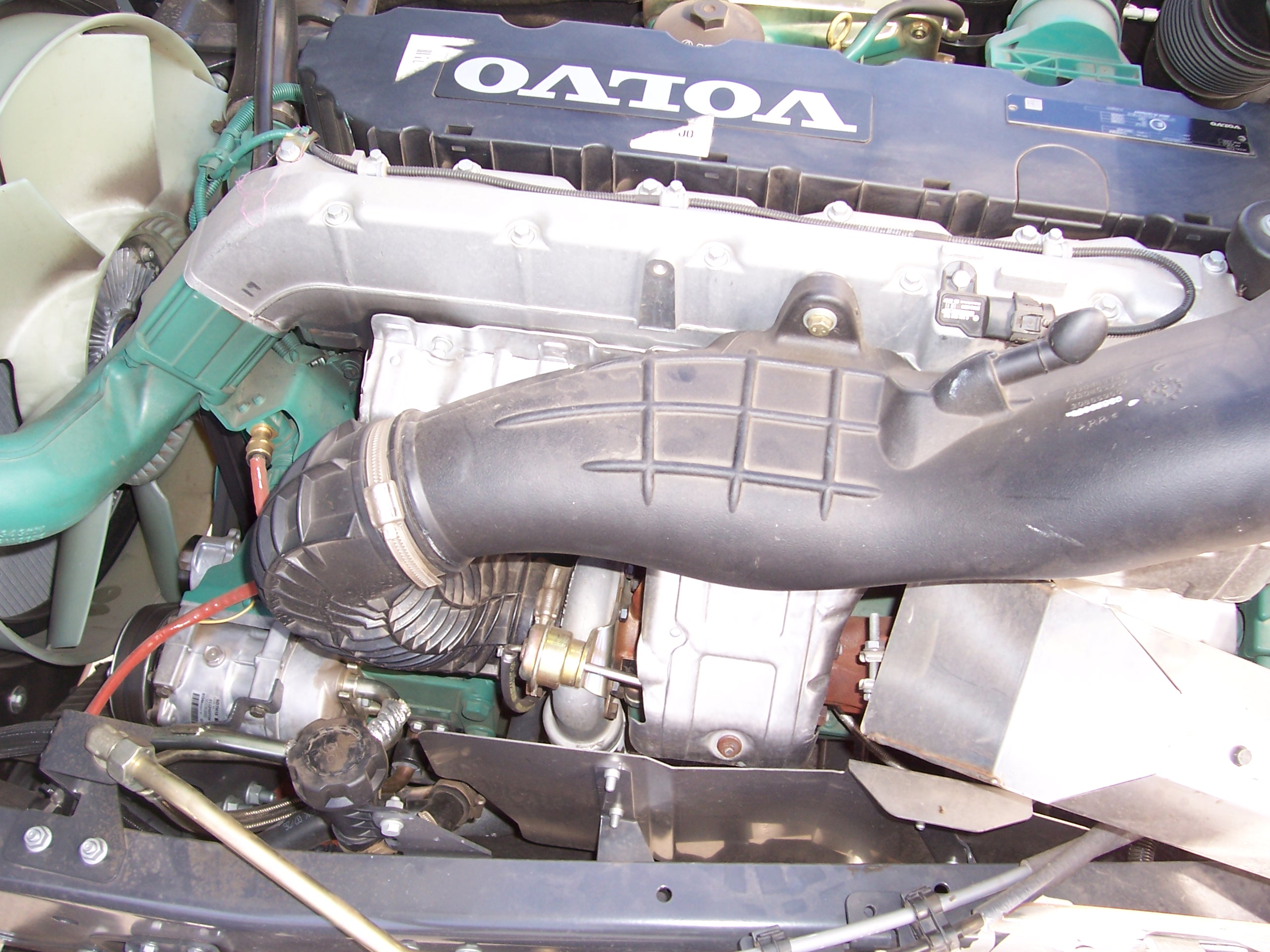
D7E 디젤 엔진